# Dobra (powiat poznański)
Dobra – wieś w Polsce położona w województwie wielkopolskim, w powiecie poznańskim, w gminie Buk.
W okresie Wielkiego Księstwa Poznańskiego (1815-1848) Dobra należała do wsi mniejszych w ówczesnym powiecie bukowskim, który dzielił się na cztery okręgi (bukowski, grodziski, lutomyślski oraz lwowkowski). Dobra należała do okręgu bukowskiego i stanowiła część majątku Wojnowice, którego właścicielem był wówczas Edmund Raczyński. Według spisu urzędowego z 1837 roku wieś liczyła 66 mieszkańców i 11 dymów (domostw).
Pod koniec XIX wieku Dobra nadal wchodziła w skład powiatu bukowskiego i liczyła 10 domów oraz 86 mieszkańców. Wszyscy deklarowali wyznanie rzymskokatolickie. W latach 1975–1998 miejscowość należała administracyjnie do województwa poznańskiego. Wspólne sołectwo Dobra-Sznyfin liczyło w 2013 roku 217 mieszkańców.
Urodził się tu Franciszek Szulc (16 października 1893 - kwiecień 1940) - kapitan Wojska Polskiego, komisarz Straży Granicznej II RP, powstaniec wielkopolski i uczestnik wojny polsko-bolszewickiej, ofiara zbrodni katyńskiej